# Siurana
Siurana – gmina w Hiszpanii, w prowincji Girona, w Katalonii, o powierzchni 10,52 km². W 2011 roku gmina liczyła 170 mieszkańców.